# Софія (Мукачівський район)
Софі́я — село в Україні Закарпатської області, Мукачівського району.

## Історія
У період Австро-Угорської імперії — село Мукачівського округу Березького комітату. Офіційна назва — Жофіяфолво (угор. Zsófiafalva). Село мало свою символіку — печатку з зображенням селянина з сокирою, що рубає повалений дуб (зразок такої печатки було затверджено Міністерством внутрішніх справ Королівства Угорщини 1904 року).
Франц Філіп Шенборн-Бухгейм заснував село в 1804 році з 303 німецькими поселенцями-католиками з Чехії та Австрії. Він назвав село Sophiendorfnak на згадку про свою дружину. У селі було збудовано церкву в 1877 році та угорську народну школу на рік, але назва села була змінена на Zsófiafalva.
Місцева криниця — спадщина засновників села, переселенців з Німеччини та Австрії.

## Населення
Згідно з переписом УРСР 1989 року чисельність наявного населення села становила 437 осіб, з яких 205 чоловіків та 232 жінки.
За переписом населення України 2001 року в селі мешкало 385 осіб.

### Мова
Розподіл населення за рідною мовою за даними перепису 2001 року:
| Мова       | Відсоток |
| ---------- | -------- |
| українська | 98,45 %  |
| російська  | 1,04 %   |
| молдовська | 0,26 %   |
| інші       | 0,25 %   |

## Особистості
Уродженцем села є заслужений діяч мистецтв України Мартон Іштван Ференцович.

## Туристичні місця
- Місцева криниця — спадщина засновників села, переселенців з Німеччини та Австрії.
- храм 1877 р